# Carlo Theti

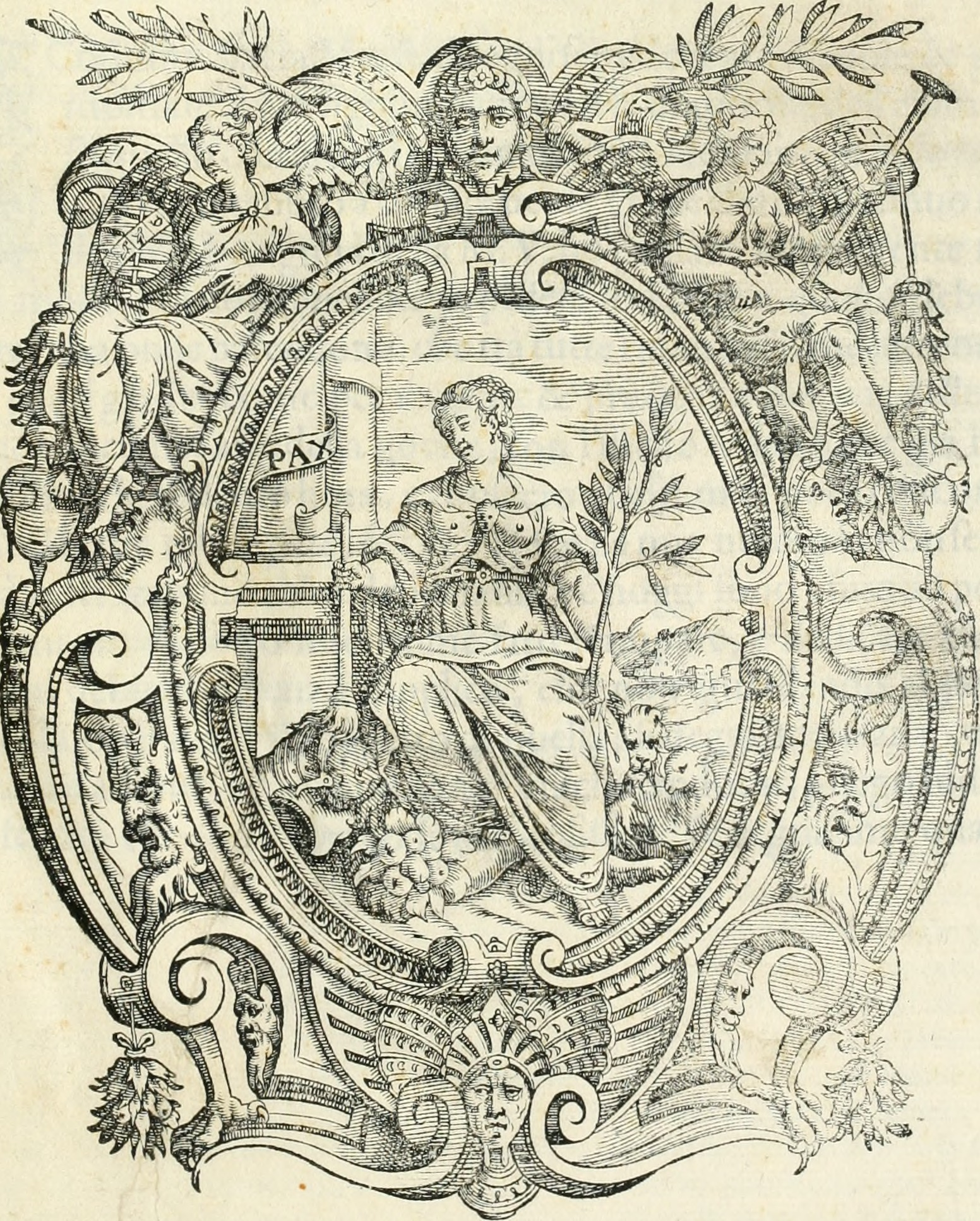

Carlo Theti o Carlo Teti (Nola, 1529 – Padova, 1589) è stato un architetto, ingegnere militare e trattatista italiano.

## Biografia
Frequentò l'Università di Napoli e vi svolse studi di matematica specializzandosi infine in architettura delle fortezze. I suoi studi sulle strutture delle piazzeforti e in materia di ingegneria militare gli valsero la stima dei potentati dell'epoca.
In tale veste fu ospite dei nobili romani Pompeo e Prospero Colonna e mise al loro servizio la sua arte. Anche Massimiliano II Imperatore d'Austria lo impiegò per importanti progetti di fortificazione. In Ungheria si ritrova la sua opera nelle fortezze di Yjvar (Nové Zámky), di Canisa (Nagykanizsa) e Comorra (Komarno).
In Italia fu a Torino al servizio dei Savoia, a Ferrara presso gli Estensi e a Firenze coi Medici; si trovano suoi contributi in numerose progettazioni militari del nord Italia e in particolare nelle fortezze di Bergamo e Verona.
Tracce della sua attività sono anche state riconosciute alla corte di Guglielmo V di Wittelsbach, duca di Baviera (1548–1626), nella qualità di supervisore degli eventi militari nei Paesi Bassi e come istruttore nell’arte della guerra del Principe ereditario Massimiliano I (1573–1651), quindi a Dessau,poi in Sassonia al servizio del Principe elettore Augusto I (1526–1586) con l’incarico della formazione di Cristiano I (1560– 1591), infine a Padova presso la casa del conterraneo ed erudito bibliofilo Giovan Vincenzo Pinelli (1535–1601), dove, attendendo alla stesura del suo trattato a stampa, logorato da una malattia, concluderà la sua vita il 10 ottobre 1589.
È sepolto a Padova nella Basilica di Sant'Antonio. Sulla lapide è scolpito uno scudo con una rosa in campo d'oro e si legge l'epigrafe dettata da G.V. Pinelli.

### Attivita a Dresda
Carlo Theti, forse dal 1581, certamente dal 1583, fu incaricato della formazione del duca Cristiano di Sassonia e retribuito dal padre Augusto nel 1584 per la somma di 1000 talleri d’oro. Un compenso altissimo per l’epoca, giustificato dall’eminente funzione legata all’introduzione dela Alta Scuola napoletana e l'espansione del Festival equestre di Dresda, ma soprattutto, per l’istruzione fedele e diligente del Duca, di tutti gli esercizi cavallereschi dove la matematica e l’architettura del dressage si fondevano insieme: “Sonderlich aber soll er uff den Hochgeboren Fürsten […] Herzogen Christian zue Sachsen beschieden sein, denselben in allen ritterlichen Übungen zue den geordneten Stunden treulich und vleissigt underrichten […]”. 

## Opere
- Istruzione per i Bombardieri edita a Carmagnola nel 1584;
- Dell'Espugnazione e difesa delle fortezze edita a Torino nel 1585.
- Discorsi sulle fortificazioni, postuma a Vicenza nel 1617 in otto volumi a cura di Giacomo De Franceschi,
- Dell'uso del compasso, manoscritto rinvenuto in una biblioteca privata.